# 서오산 분기점
서오산 분기점(W.Osan Junction, 서오산JC)은 경기도 오산시 서랑동과 화성시 정남면 괘랑리, 용수리에 걸쳐 설치된 평택파주고속도로와 오산화성고속도로, 수도권제2순환고속도로가 만나는 분기점이자 오산화성고속도로의 기점이다. 2009년 10월 29일에 개통되었다.

## 연혁
- 2007년 10월 11일 : 분기점 신설을 위해 화성시 도시계획시설 교통광장에 정남면 괘랑리, 용수리 일원을, 오산시 도시계획시설 교통광장에 서랑동 일원을 세마 분기점으로 고시[2]
- 2009년 10월 29일 : 오산화성고속도로, 평택화성고속도로, 수도권제2순환고속도로 봉담 ~ 동탄 구간 개통과 함께 통행 개시[3]

## 구조물 정보
- 위치: 경기도 오산시 서랑동, 화성시 정남면 괘랑리, 용수리

## 접속하는 노선

### 평택방면
- 평택파주고속도로 (6번)

### 파주・화성방면
- 평택파주고속도로 (6번), 수도권제2순환고속도로 (3번) (중첩구간)

### 화성방면
- 오산화성고속도로 (6번)

### 양평방면
- 수도권제2순환고속도로 (3번)

## 사진

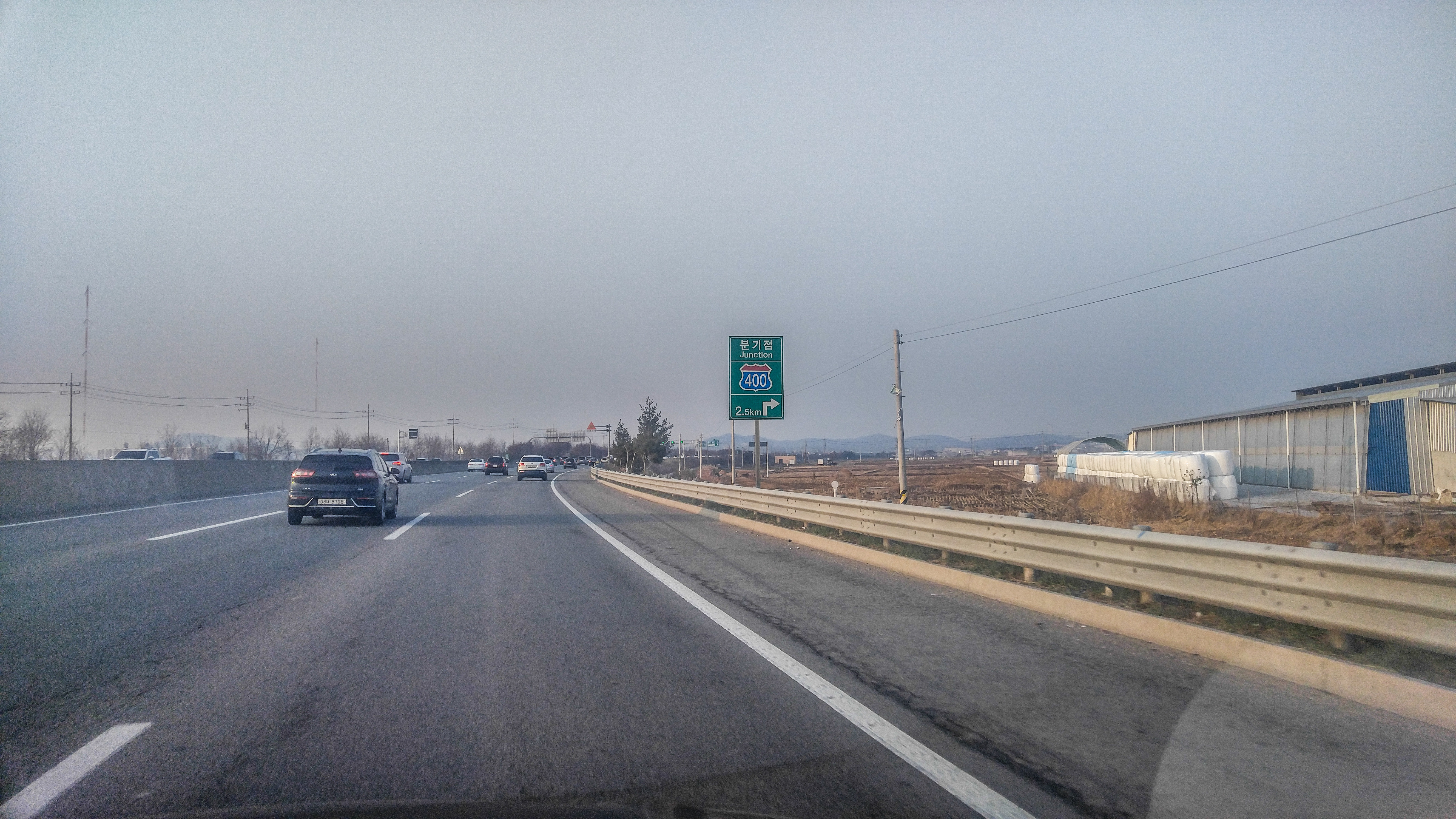
평택파주선 2.5km 표지판 (파주 방면)
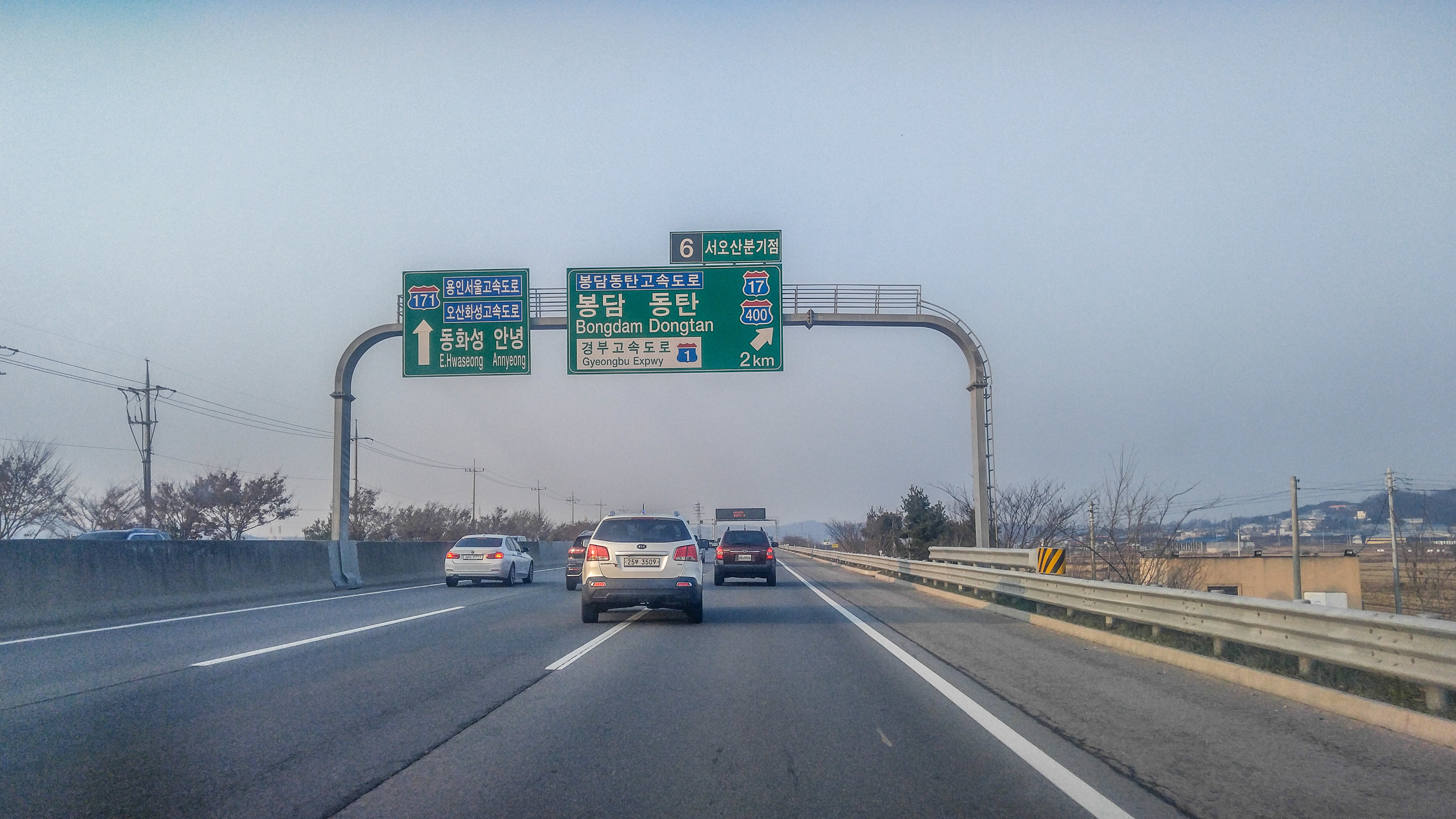
평택파주선 2km 표지판 (파주 방면)
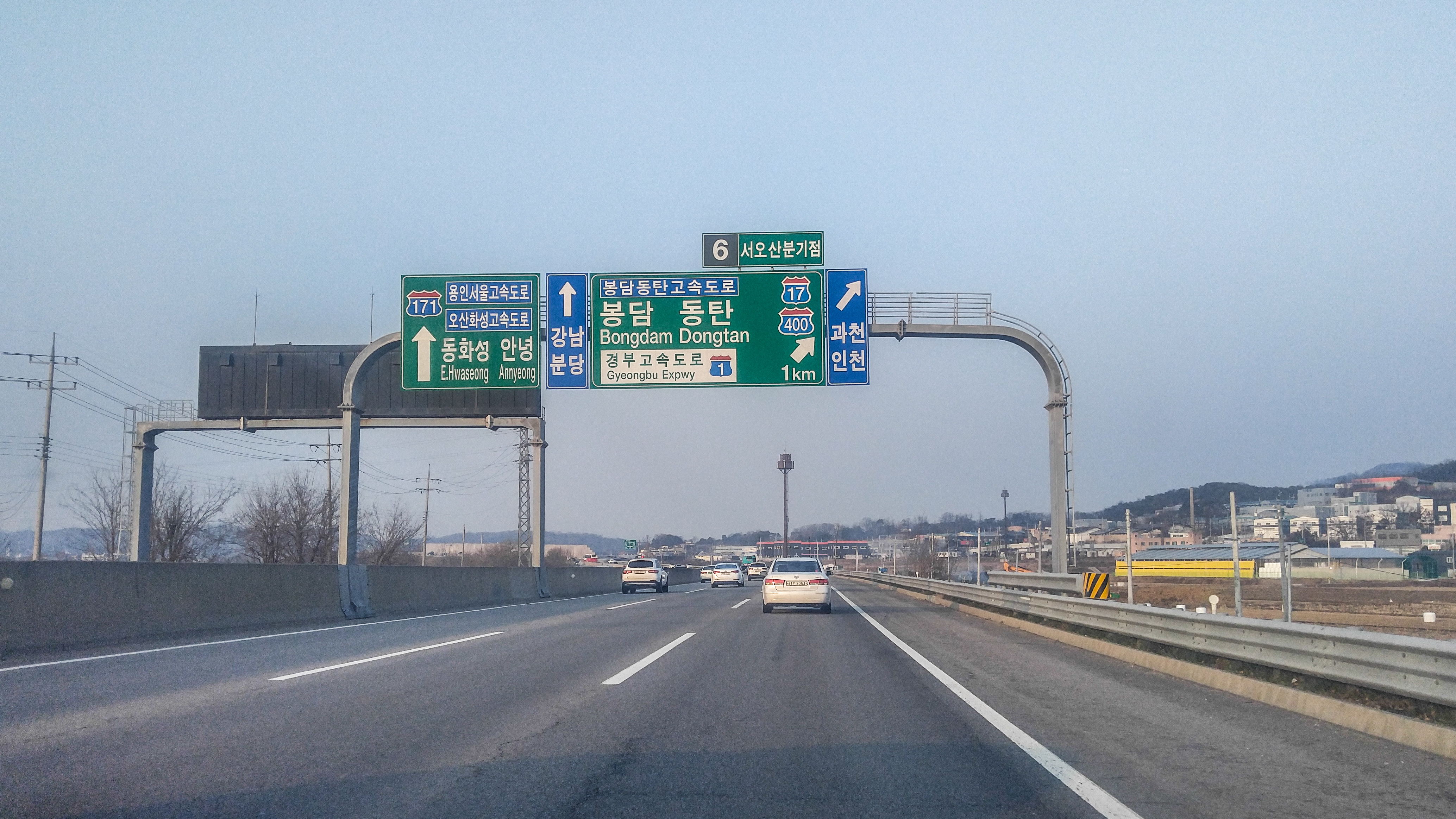
평택파주선 1km 표지판 (파주 방면)
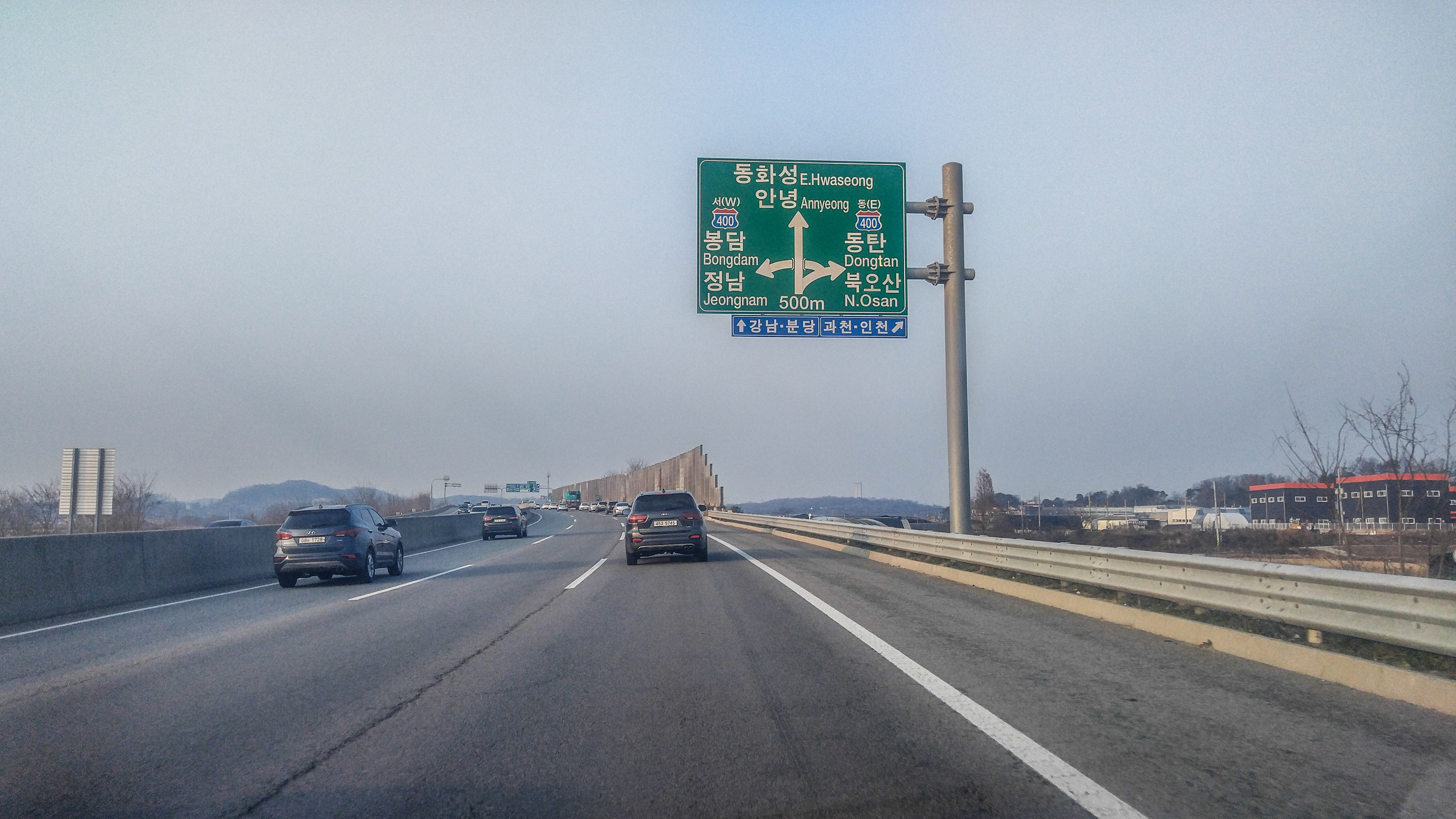
평택파주선 500m 표지판 (파주 방면)
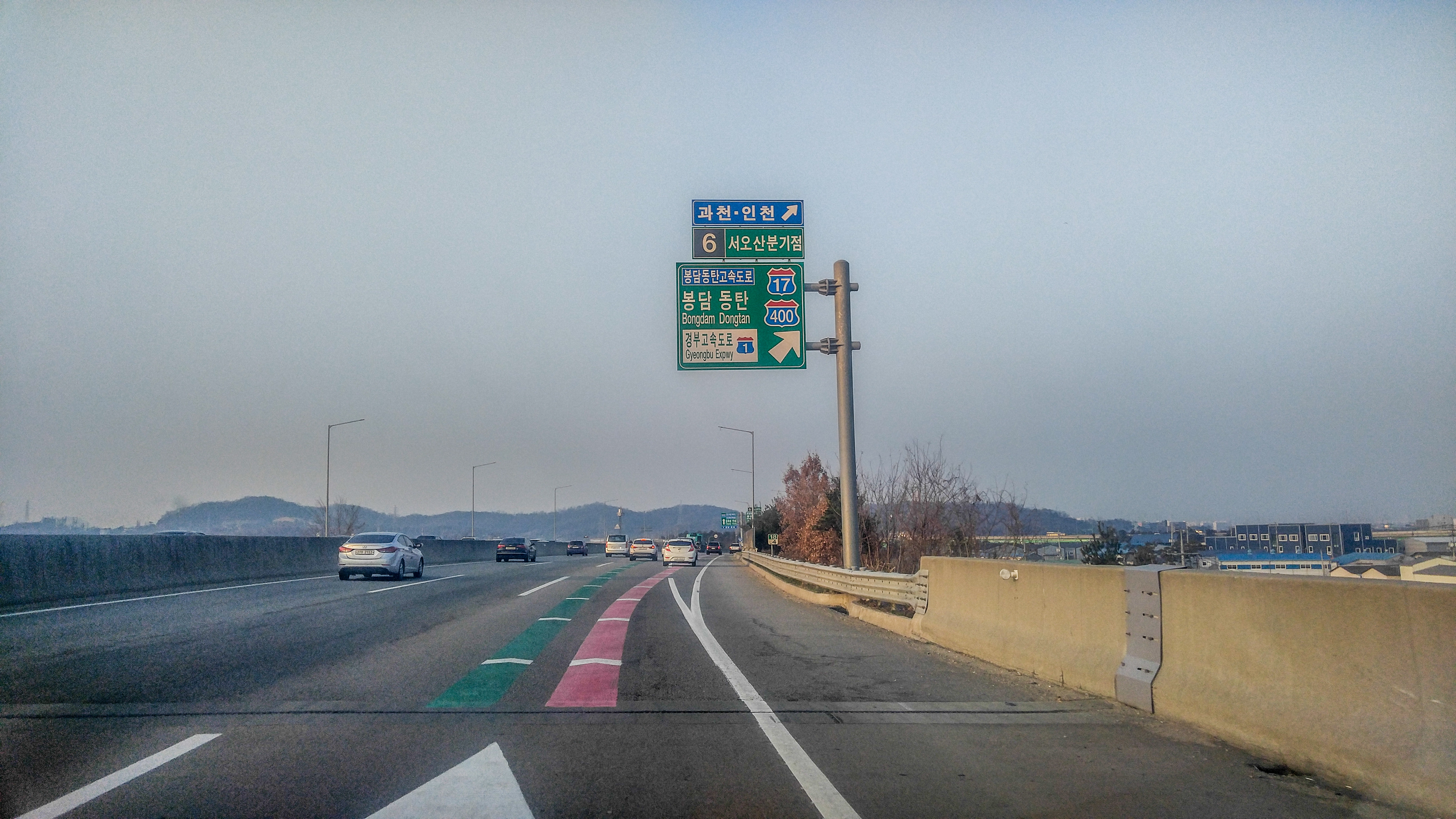
평택파주선 표지판 (파주 방면)
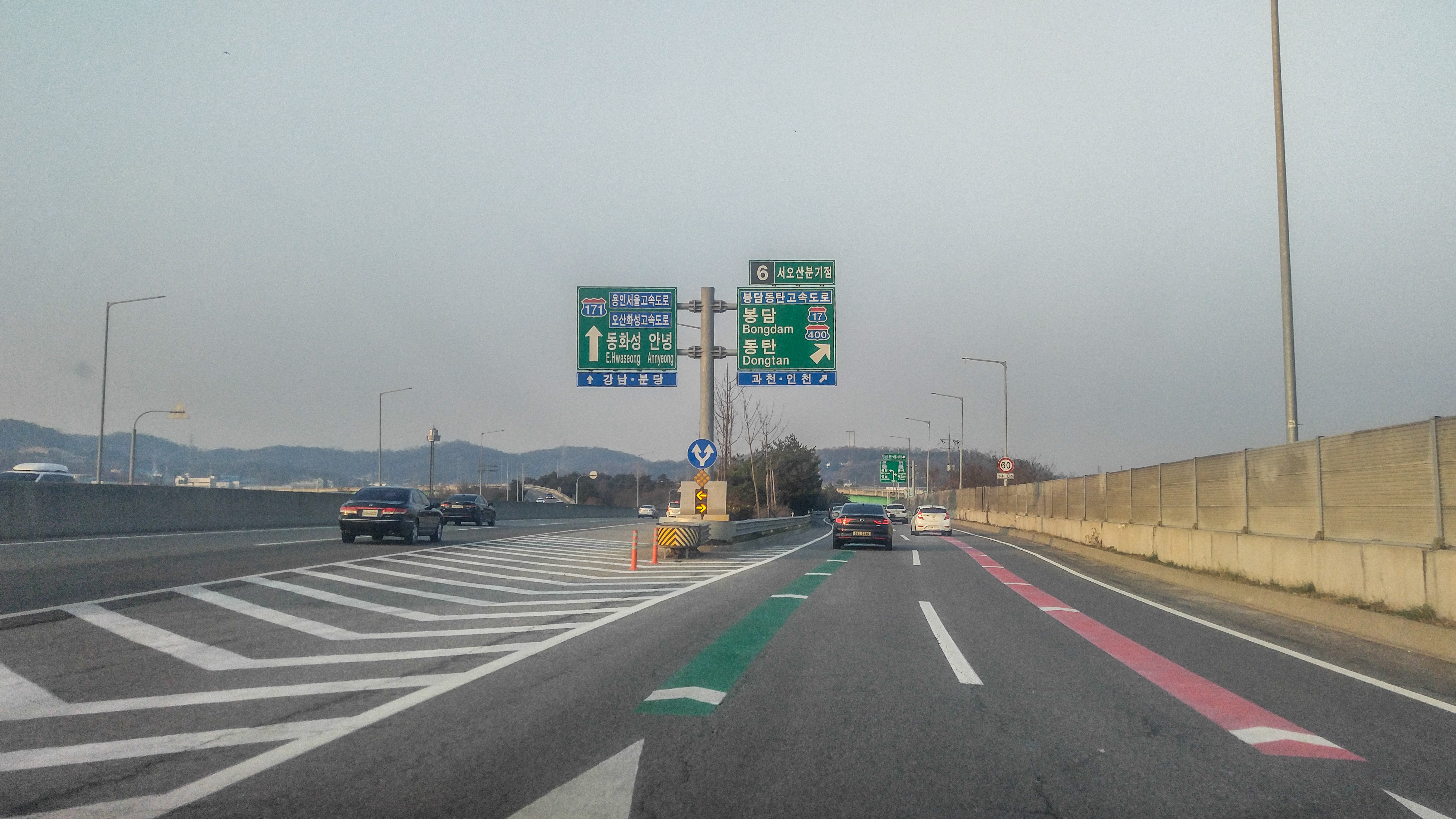
평택파주선 분기부 표지판 (파주 방면)
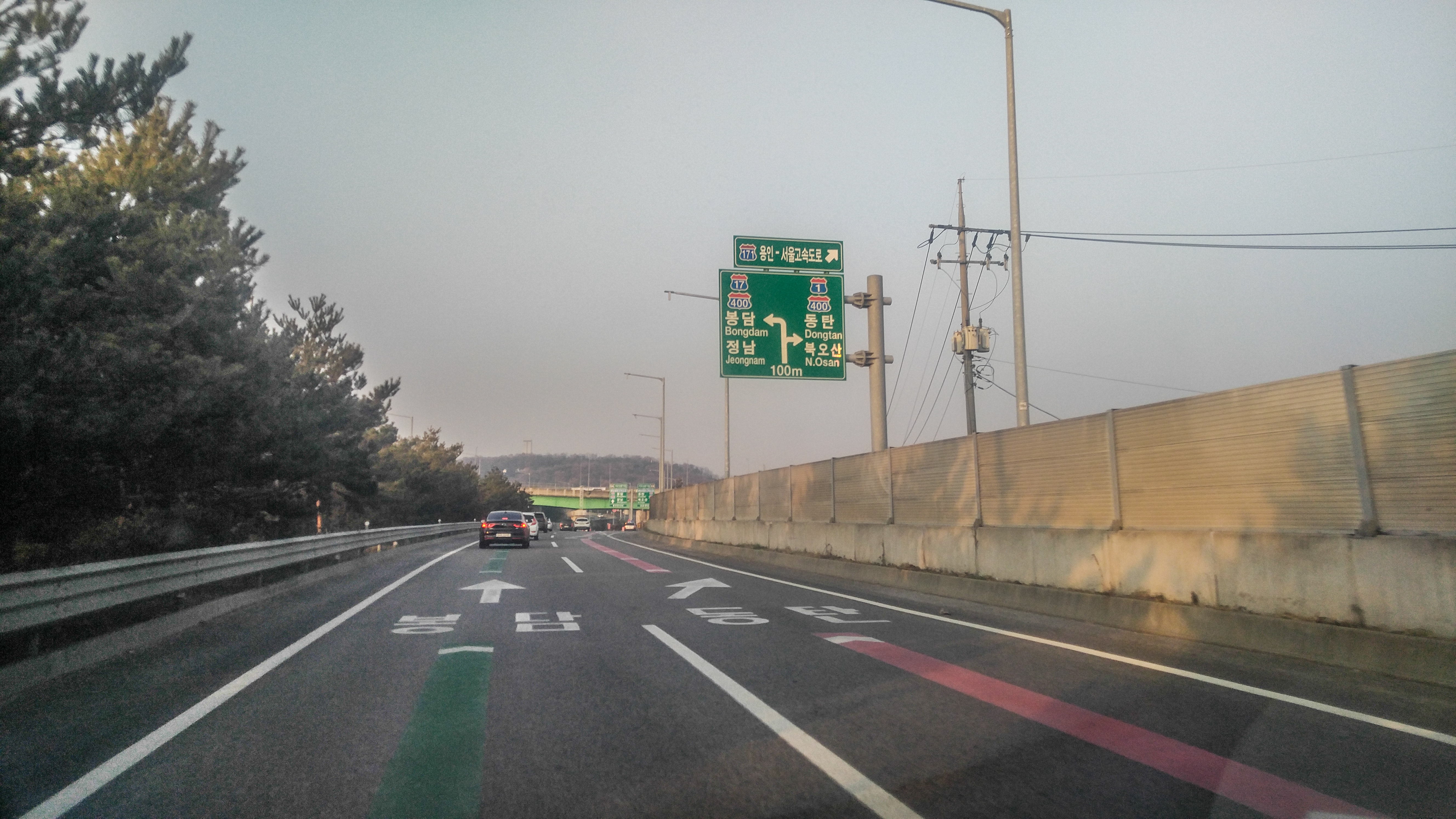
평택파주선 램프 표지판 (파주 방면)
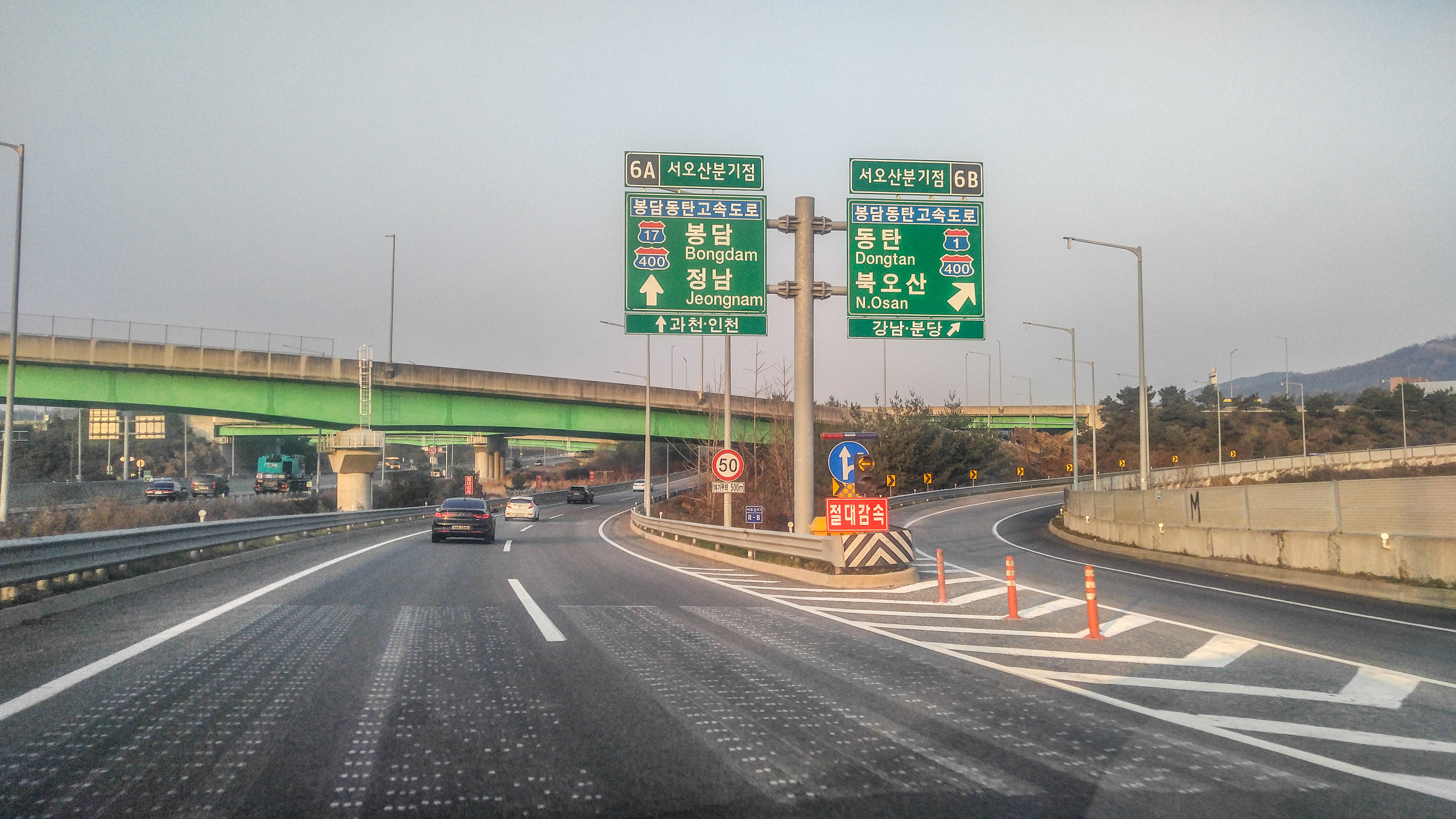
평택파주선 램프 분기부 표지판 (파주 방면)